# Ghedulești
Ghedulești falu Romániában, Erdélyben, Fehér megyében.

## Fekvése
Buninzsina közelében fekvő település.

## Története
Gheduleşti korábban Buninzsina része volt, 1956 körül vált külön, ekkor 166 lakosa volt. 1966-ban 184, 1977-ben 137, 1992-ben 100, 2002-ben pedig 80 román lakosa volt.